# Tossal de la Nora
El Tossal de la Nora és una muntanya de 224 metres que es troba entre els municipis d'Alcoletge i Vilanova de la Barca, a la comarca catalana del Segrià.